# 8 octobre dans les chemins de fer
8 septembre 8 novembre
Chronologies thématiques
- Croisades
- Sports
- Disney

Cette page concerne les événements qui se sont déroulés un 8 octobre dans les chemins de fer.

## Événements

### XXesiècle
- 1952 : au Royaume-Uni, dans le Middlesex, sur le métro de Londres, trois trains sont impliqués dans un accident à la gare de Harrow & Wealdstone, qui cause 112 morts et 340 blessés[1].
- 1993 : en France : pour la LGV Méditerranée, la procédure de déclaration d'utilité publique est lancée dans les cent-six communes concernées par le tracé de base.

### XXIesiècle
- 2011 : en France : ouverture de la station Pointe du Lac prolongeant la ligne 8 du métro de Paris après Créteil - Préfecture.

## Anniversaires

### Naissances
- 1805, France : Alfred Armand[2] à Paris, deviendra notamment l'architecte des Frères Pereire. Architecte en chef à la Compagnie du Chemin de fer de Paris à Saint-Germain, il est l'architecte des premières gares voyageurs en France, comme l'embarcadère de l'Europe et la station du Pecq.